# Pablo (série animada)
Pablo é uma série de televisão infantil que mistura live-action e animação. A série é produzida pela Paper Owl Films, de Belfast, para a CBeebies e RTÉJr  em associação com a Kavaleer Productions e Ingenious. No Brasil e na América Latina, foi adquirida em 2018 pelo Nat Geo Kids  e a série estreou no dia 23 de abril de 2018 através do mesmo canal. Em Portugal, a série estreou no dia 3 de junho de 2019 através da RTP2 no bloco infantojuvenil Zig Zag.

## Enredo
Pablo é um menino autista de 5 anos de idade muito inteligente. Cada episódio é um novo desafio em que Pablo enfrenta uma situação diferente que lhe causa ansiedade; Com seus lápis mágicos, ele cria um mundo interior animado onde, com a ajuda de seus amigos imaginários que representam as várias faces de sua personalidade, superam cada adversidade com criatividade e segurança. 
Esta é a primeira série infantil que mostra a vida de uma criança com espectro autista

## Objetivo
O objetivo deste projeto é conscientizar e promover diversidade, integração e conversas sobre o Transtorno do Espectro do Autismo (TEA), que gera dificuldades de comunicação e interação social, e impacta 1 a cada 59 crianças nos Estados Unidos de acordo com dados do CDC (Centro de Controle e Prevenção de Doenças dos Estados Unidos). 

## Episódios
Em cada episódio, Pablo se depara com uma situação diferente que lhe causa ansiedade, como cortar o cabelo ou acompanhar os pais no supermercado. É nesses momentos desafiadores que seus desenhos ganham vida, ajudando-o a enfrentar os desafios do mundo real - como o barulho e o número de pessoas - em segurança.  Na primeira temporada, foram ao ar 51 episódios.
| Título                     | Resumo | Exibição            |
| -------------------------- | --- | ------------------- |
| O Cheiro Perdido           | Depois de tomar banho, Pablo fica chateado, pois seu cheiro foi pelo ralo! Então, ele pede ajuda do Pote de Bolhas de Sabão e de seus amigos para recuperar seu cheiro.                                                         | 23 de abril de 2018 |
| Superlugar                 | Mouse acha que as cores do supermercado, são vibrantes demais! Por isso, Pablo e seus amigos tentam ajudá-la, colocando-a em um carrinho e deixando ela observar a lista de compras.                                            | 24 de abril de 2018 |
| O Selvagem                 | Pablo não quer cortar o cabelo. Então, ele desenha um quadro e entra no Mundo da Arte. Porém, Tang desenha um enorme cabelo nele e diz que ele está virando um selvagem!                                                        | 25 de abril de 2018 |
| A Festa de Aniversário     | Pablo está nervoso por causa de uma festa de aniversário barulhenta. Com isso, ele corre para o carro e encontra seus amigos no Mundo da Arte. Então, eles o ajudam a perceber que uma festa é apenas uma reunião entre amigos. | 26 de abril de 2018 |
| O Grande Pássaro Roxo      | Pablo e sua mãe estão se aprontando para ir a um casamento. Porém, Pablo descobre uma grande criatura roxa com penas no topo de sua cabeça e acaba se perdendo de sua mãe.                                                      | 28 de abril de 2018 |
| O Grande Livro dos Animais | Pablo perdeu seu Grande Livro dos Animais. Com isso, ele precisa encontrá-lo e conferir se o livro é exatamente o mesmo que o de antes, pois é de lá que seus amigos animais vêm!                                               | 29 de abril de 2018 |

## Dublagem brasileira
Os dubladores da versão nacional da atração são crianças e jovens com TEA, e foram indicados pelo Instituto Pesquisa e Ensino em Saúde Infantil (PENSI). 

### Personagens e seus dubladores
| Personagem  | Dublador (a)   |
| ----------- | -------------- |
| Pablo       | Dudu Polito    |
| Noassauro   | João Vitor     |
| Rafa        | Eric Rasmussen |
| Gotang      | Tito Monri     |
| Ratinha     | Karen Fidélis  |
| Lhama / Ren | Larissa Coelho |

### Vozes adicionais
Bruno Dias, Carol Valença, Giulia Brito, Lucas Miagusuku, Luy Campos, Mabel Cézar, Marina Santana, Rayani Immediato, Rodolfo Novaes, Sicilia Vidal, Thiago Zambrano, Wallace Raj, Adriano Paixão e Lia Antunes.

### Créditos de dublagem
| Tradução            | Taís Santiago                                 |
| Direção de dublagem | Felipe Grinnan e Sarito Rodrigues             |
| Direção Musical     | Sérgio Fortuna                                |
| Estúdio de Dublagem | Bravo Estúdios (localizado no Rio de Janeiro) |

## Curiosidades
- Para representar autenticamente as experiências pelas quais as pessoas com autismo passam todos os dias, todas as vozes dos personagens de “Pablo” foram feitas por pessoas dentro do espectro. [14]
- Em 23 de abril de 2018, quando a série estreou no Nat Geo Kids para toda a América Latina, o canal pulou 14 episódios e exibiu o 15º.